# L'altra metà (film 2020)
L'altra metà (The Half of It) è un film del 2020 diretto da Alice Wu.
Il film, di produzione statunitense, è liberamentre tratto da Cyrano de Bergerac di Edmond Rostand.

## Trama
Ellie Chu, una studentessa intelligente e solitaria vive con il padre e lo aiuta nell'attività di casellante della locale stazione dei treni. Per guadagnare qualche extra scrive i compiti di filosofia per i compagni di classe. Paul, vicino di casa, le chiede di aiutarlo a scrivere una lettera per Aster, la ragazza più bella della scuola di cui è innamorato.
Ellie accetta e continua ad aiutarlo anche in seguito perché segretamente innamorata anche lei della bella Aster. Ellie riesce, attraverso una chat creata per aiutare Paul, ad esprimere i profondi sentimenti che prova. Grazie all'alleanza creata, Ellie e Paul sperimenteranno l'amicizia, in un modo mai conosciuto prima. 
In conclusione le due ragazze si baciano e si salutano con l’obiettivo di rivedersi dopo due anni. Ellie prende poi un treno, diretta verso l’Iowa dove inizierà un nuovo percorso di studi.

## Produzione
Alice Wu ha iniziato a scrivere L'altra metà in seguito alle elezioni presidenziali negli Stati Uniti d'America del 2016. La sceneggiatura ha tratto ispirazione dalla pièce Cyrano de Bergerac (1897) di Edmond Rostand. Ad aprile 2019, è stato annunciato che Leah Lewis, Alexxis Lemire, Daniel Diemer, Becky Ann Baker, Catherine Curtin, Wolfgang Novogratz e Enrique Murciano si fossero uniti al cast del film, con Wu alla regia e Netflix come distributore. Anthony Bregman di Likely Story, M. Blair Breard e Wu hanno svolto il ruolo di produttori, mentre Erica Matlin e Greg Zuk di Likely Story hanno fatto da executive producer. Nel giugno 2019, è stato annunciato che anche Collin Chou aveva aderito al cast.
Il titolo del film allude all'amore come discusso nel Simposio di Platone – citato nella sequenza di apertura e da cui sono stati ispirati vari motivi visivi.

### Riprese
Le riprese principali sono iniziate il 22 aprile 2019 a New York e si sono concluse il 31 maggio 2019.

## Distribuzione
Il film è stato distribuito su Netflix dal 1º maggio 2020.